# Comtat d'Are

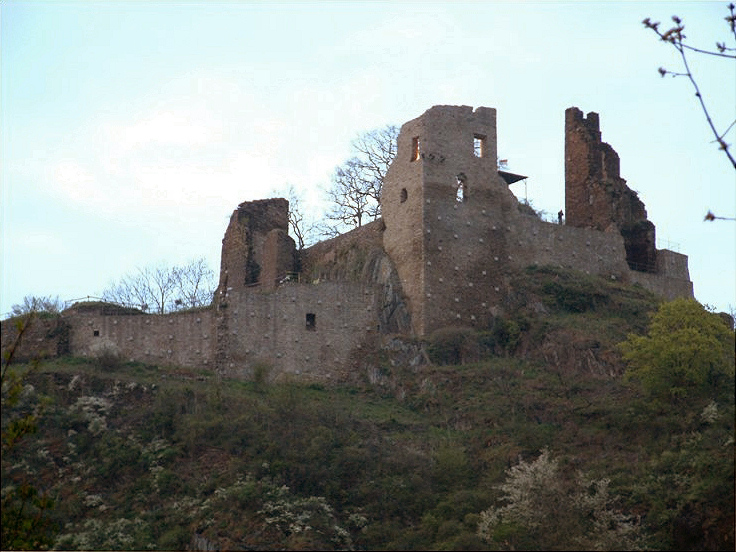
Castell d'Are a Altenahr, seu dels comtes d'Are

El Comtat d'Are fou una jurisdicció feudal del Sacre Imperi Romanogermànic a l'Ahrgau; els comtes a l'Ahrgau presumpte origen dels comtes d'Are estan ja esmentats el 930 sota els reis carolingis.

## orígens
L'any 1087 es menciona a Sigewí, arquebisbe de Colònia, que fou el primer membre ben documentat de la família comtal. Les seves armes eren blasó de gules amb àliga imperial de plata. El 1107, sent papa Urbà II, s'esmenta en un document eclesiàstic a Dieteric I, sent el primer membre de la família específicament esmentat com a comte d'Ares, si bé el possible primer membre de la família seria Sigebos, anomenat comte a l'Ahrgau i fundador del monestir de Kloster, prop de Münstereifel.

## Història
Dieteric era advocat superior de Münstereifel, un càrrec que considerava al servei de l'Abadia de Prüm. Dieteric fou també advocat de Còlonia però aviat va renunciar.
Després del 1107 s'esmenta a Dieteric en documents de l'arquebisbe de Colònia, Frederic, i diverses vegades apareix com a "Comes de Are", així el 1117, el 1120 i 1125. Com a seguidor fidel de l'arquebisbe, Dieteric el 1114 va aconseguir una victòria al camp de batalla d'Andernach sobre les tropes imperials d'Enric V del Sacre Imperi Romanogermànic. Moria entre 1126 i 1132 i deixava quatre fills, els seus successors Lotari, Ulric, Gerard i Otó. L'any 1140 de la línia comtal es van separar les línies Are-Hochstaden i Are-Nürburg.
En aquest temps els comtes agafaven la seva denominació generalment dels seus castells i fortaleses. Aquests diferents noms produïen confusions. Així ocorrien en la família noble lliure dels Are en la primera meitat del segle XII, amb els noms Hochstaden, Nürburg, Wickerode, Nuwenaar, tots ells nobles. Simultàniament apareixia l'ús de blasons determinats.
El següent representant important de la família fou Gerard d'Are al voltant de 1100. Era probablement el segon fill de Dieteric I, el tronc de la família. El 1124 es convertia en Prebost del convent de Cassius a Bonn. El 1156 era escollit fins i tot com a successor de l'arquebisbe de Colònia Arnold de Wied per la cadira arquebisbal. Moria el 23 de febrer de 1169 a Bonn.
Altres fills del Dieteric I foren Lotari, Ulric i Otó. El darrer es va casar amb Adelaida d'Hochstaden i va heretar el comtat d'Hochstaden. Lotari va continuava la línia principal. Ulric va adquirir la senyoria de Nürburg; l'arquebisbe Rainald de Dassel demanava assegurar l'herència també als hereus femenins.
Ulric d'Are, prebost de Bonn, apareix des de mitjans del segle XII en una sèrie de testimonis documentals i hauria mort a avançada edat sent esmentat per darrer cop el 1216 quan ja havia mort algun temps abans.
La línia principal d'Are es va extingir en tercera generació vers 1200, i va passar a la branca d'Hochstaden (potser incloïa ja la línia de Nürburg de la que no s'esmenta cap més comte que Ulric fins vers 1170). A aquesta línia Are-Hochstaden pertanyien l'arquebisbe Conrad d'Are-Hochstaden de Colònia (+ 1261), i el seu germà Frederic (es menciona 1228-1265). Després que els seus nebots Teodoric (o Dieteric) i Gerard morissin sense fills (1245 i 1246), els dos germans llegaren la propietat a l'arquebisbat de Colònia.

## Genealogia
- Dieteric I, deixa quatre fills:.[2]
  - Lotari, branca principal 
    - Dieteric II, casat Hildegarda de Meer
    - Herman
    - Hedwiga

  - Ulric, fundador de la línia Are-Nürburg
  - Gerard d'Are, prebost de Bonn
  - Otó, fundador de la línia Are-Hochstaden, casat amb Adelaida d'Hochstaden 
    - Otto († després de 1208) fundador de la línia Wickrath
    - Lotari d'Hochstaden, bisbe de Lieja
    - Dieteric III († 1194 o 1197), casat amb la dama dels Eticònides, Liuitgarda de Dagsburg
      - Lotari I († després de 1215), casat amb Matilde de Vianden
        - Lotari II († 1237 o 1242), casat amb Margarida de Gueldre
          - Dieteric IV († 1246)
          - Gerard († 1242 o 1245)

        - Conrad d'Hochstaden († 18 de setembre de 1261) arquebisbe de Colònia
        - Frederic († 1265)
        - Elisabet, casada amb Eberhard d'Hengebach
        - Mectilda († després de 1243), casada amb Konrad de Müllenark
        - Margarida d'Hochstaden († després de 1314), casada amb Adolf IV comte de Berg